# 12º Battaglione corazzato
La 12º Battaglione corazzato autonomo (in ucraino 12-й окремий танковий батальйон?, 12-j okremyj tankovyj batal'jon, unità militare A0932) è un'unità delle Forze terrestri ucraine, subordinata al Comando operativo "Nord" e con base a Hončarivs'ke.

## Storia
La formazione del battaglione è iniziata nel 2017, ma soltanto due anni più tardi ha ricevuto sufficiente personale, e il 12 giugno 2019 ne è stata annunciata la creazione presso Hončarivs'ke, già sede della 1ª Brigata corazzata "Severia". Ulteriori reclutamenti si sono tenuti nelle settimane successive a Kiev e Uman'. La missione prevista per il battaglione era quella di proteggere il confine settentrionale dell'oblast' di Černihiv e fornire supporto corazzato alla 61ª Brigata di fanteria.
Mobilitato in seguito all'invasione russa dell'Ucraina del 2022, inizialmente ha preso parte alla difesa della città di Černihiv. In seguito è stato trasferito nella regione di Donec'k, dove ha combattuto nelle battaglie di Mar"ïnka, Avdiïvka, Bachmut e Vuhledar. Nel marzo 2024 il battaglione è stato integrato nel 10º Corpo d'armata.

## Struttura
- Comando di battaglione[9]
- 1ª Compagnia corazzata
- 2ª Compagnia corazzata
- 3ª Compagnia corazzata

## Simboli
Lo stemma del battaglione è tagliato di verde e di nero, colore che simboleggia l'appartenenza dell'unità alle forze corazzate dell'Ucraina. Lungo la linea di partizione è raffigurato lo scettro del principe Mstislav di Kiev, elemento araldico dell'oblast' di Černihiv dove ha sede il battaglione, impugnato da un guanto d'arme, il quale rappresenta la discendenza delle truppe corazzate dalla cavalleria pesante.

## Comandanti
- Maggiore Oleksandr Kaptan (giugno 2019 - maggio 2021)[10]
- Maggiore Serhij Hasparjan (maggio 2021 - in carica)[10]